# Ahmet Oğuz
Ahmet Oğuz (* 16. Januar 1993 in Sorgun) ist ein türkischer Fußballspieler. Er spielt seit der Saison 2022/23 für den Konyaspor.

## Karriere
Oğuz begann 2004 mit dem Vereinsfußball in der Jugend von Gençlerbirliği Ankara und wurde 2007 an die Nachwuchsabteilung von Hacettepe SK abgegeben, dem Farmteam von Gençlerbirliği. Im Sommer 2010 kehrte er in den Nachwuchs von Gençlerbirliği zurück und spielte hier bis zum Dezember 2011 mit 18 Jahren unter anderem für die Reservemannschaft Gençlerbirliği A2 in der semiprofessionellen A2-Ligameisterschaft für Reservemannschaften. Anschließend wechselte er 2012 mit einem Profivertrag ausgestattet zum Hacettepe SK zurück. Bei dem Viertligisten spielte er in den ersten beiden Spielzeiten 13 bzw. 16 Ligaspiele und stieg in der Saison 2013/14 zum Stammspieler auf. In dieser Saison wurde er mit seinem Team auch Play-off-Sieger der TFF 3. Lig und stieg somit in die TFF 2. Lig auf. Nach diesem Erfolg wurde er von Gençlerbirliği verpflichtet.
Bei der Gençlerbirliği spielte er die Hinrunde der Saison 2014/15 unter anderem für die Reservemannschaft unter der neuen Teambezeichnung Gençlerbirliği U21 und begann zuvor ab Oktober 2014 auch für die Profimannschaft in Pflichtspielen des türkischen Pokalwettbewerbs aufzulaufen. Er spielte ab der Saison 2014/15 bis zum Saisonende 2018/19 als Stammspieler und dies mehrheitlich in der rechten Außenverteidigung. Wobei er mit seiner Mannschaft in der Saison 2017/18 als Meisterschaftsvorletzter der Süper Lig in die zweitklassige TFF 1. Lig abstieg und erreichten in der Folgesaison als Vizemeister der türkischen Zweitligameisterschaft den sofortigen Wiederaufstieg. Nach der Rückkehr in die Süper Lig verlor er im Verlauf der Saison 2019/20 seinen Stammplatz.
Nach Vertragsende bei der Gençlerbirliği wechselte Oğuz im September 2020 zum Ligakonkurrenten Kasımpaşa Istanbul. Beim Kasımpaşa kam er bis Ende 2020 zu sporadischen Ligaeinsätzen. Woraufhin Oğuz im Januar 2021 nach Zentralanatolien zurückkehrte und wechselte während der Saison 2020/21 zum nächsten Ligakonkurrenten Sivasspor. Er erhielt dort einen Vertrag bis Ende Mai 2022. Er entwickelte sich zum Stammspieler seines Vereins und in seiner letzten Saison 2021/22 für den Sivasspor erzielte Oğuz am 35. Spieltag das Siegtor seiner Mannschaft bzw. das Tor des Spieltages gegen den späteren Ligadreizehnten Galatasaray Istanbul der Süper Lig. Darüber hinaus gewann er am Saisonende mit seiner Mannschaft im Mai 2022 erstmals den türkischen Pokalwettbewerb Ziraat Türkiye Kupası.
Nach Vertragsende beim Sivasspor wechselte Oğuz innerhalb Zentralanatoliens Anfang Juni 2022 zum Meisterschaftsdritten Konyaspor der vergangenen Süper-Lig-Saison.

## Erfolge
- Hacettepe SK
  - Play-off-Sieger der TFF 3. Lig und Aufstieg in die TFF 2. Lig: 2013/14

- Gençlerbirliği Ankara
  - Aufstieg in die Süper Lig als Vizemeister der TFF 1. Lig: 2018/19

- Sivasspor
  - Türkischer Pokalsieger: 2021/22

- Individuell
  - Tor des Spieltages der türkischen „Süper Lig“ (beIN Sports): 35. Spieltag der Saison 2021/22[8]